# クル川 (ハバロフスク地方)
クル川（クルがわ、Кур）は、ロシア連邦ハバロフスク地方の川であり、ミャオチャン山脈の南から流れ出て、ウルミ川と合流し、アムール川の左支流であるトゥングースカ川となる。全長は434km。清朝時代は庫嚕河と呼ばれていたが、現代中国語では庫爾河（中国語: 庫尔河）である。
山地から平地へと流れる川で、ヤラプ川との合流点から下流の方が激しい。水位の変化が穏やかなのは沼沢の影響による。

## 生態系
イトウ、レノック (Lenok)、カワヒメマス ( Grayling ) といった魚がおり、川沿いにはヒグマ、ツキノワグマ、ノロジカ、ヘラジカ、マンシュウアカシカ、ウサギ、カワウソといった獣とコウライアイサ、アオサギ、オジロワシ、ミサゴ、コウノトリといった鳥が生息する沿アムール地域の典型的な動物相である。

## 支流
- 右支流
  - ヤラプ川（ロシア語版）（Ярап）
  - ビラカン川（ロシア語版）（Биракан）
  - ウリカ川（ロシア語版）（Улика）
- 左支流
  - アルガ川（Алга）